# Carolyn Porco
Carolyn C. Porco (Nova York, 6 de março de 1953) é uma planetóloga estadunidense, conhecida por seu trabalho na exploração do nosso sistema solar. Começou seu trabalho no Programa Voyager nas missões a Júpiter, Saturno, Urano e Netuno, nos anos 80. É líder do programa de imageamento da sonda Cassini–Huygens, em órbita de Saturno. Também trabalha na divisão de imageamento da sonda New Horizons lançada rumo a Plutão em 19 de janeiro de 2006. Especialista em anéis planetários e no satélite natural de Saturno, Encélado.

## Vida
Carolyn nasceu e se criou em uma típica família do bairro do Bronx, em Nova York, com mais quatro irmãos, o que lhe daria a qualidade de saber discutir com homens. Seu pai era imigrante italiano, motorista de um caminhão de entregas e sua mãe era dona de casa. Carolyn estudou na Cardinal Spellman High School, mesma escola que a juíza da Suprema Corte dos Estados Unidos, Sonia Sotomayor frequentou. Era uma criança estudiosa, curiosa, com muita imaginação. Quando já estava na Universidade de Nova York, em Stony Brook, Carolyn passou dois anos estudando o Budismo e fez peregrinação ao Japão por duas semanas.
Aos 13 anos ficou encantada com a visão de Saturno através do telescópio de um vizinho. Ainda estudante no Instituto de Tecnologia da Califórnia, Carolyn conseguiu trabalho ajudando a analisar dados das duas sondas Voyager, que fez uma passagem sobre os planetas exteriores, de Júpiter a Netuno, 1978 a 1989. Foi quando ela conheceu Peter Goldreich, seu supervisor de doutorado e quando demonstrou que tinha grande habilidade em e atenção aos detalhes. Um desses detalhes foi a descoberta de estranhas manchas escuras no sistema de anéis de Saturno que estavam conectadas ao campo magnético do planeta. Sua tese foi sobre os aspectos dos anéis e como eles eram moldados pela gravidade dos pequenos satélites naturais do planeta.
Na época em a Voyager passou por Netuno, em 1989, Carolyn já era pesquisadora associada da Universidade do Arizona e líder de uma pequena equipe que estudava os finos anéis de Netuno.

### O Dia em que a Terra Sorriu

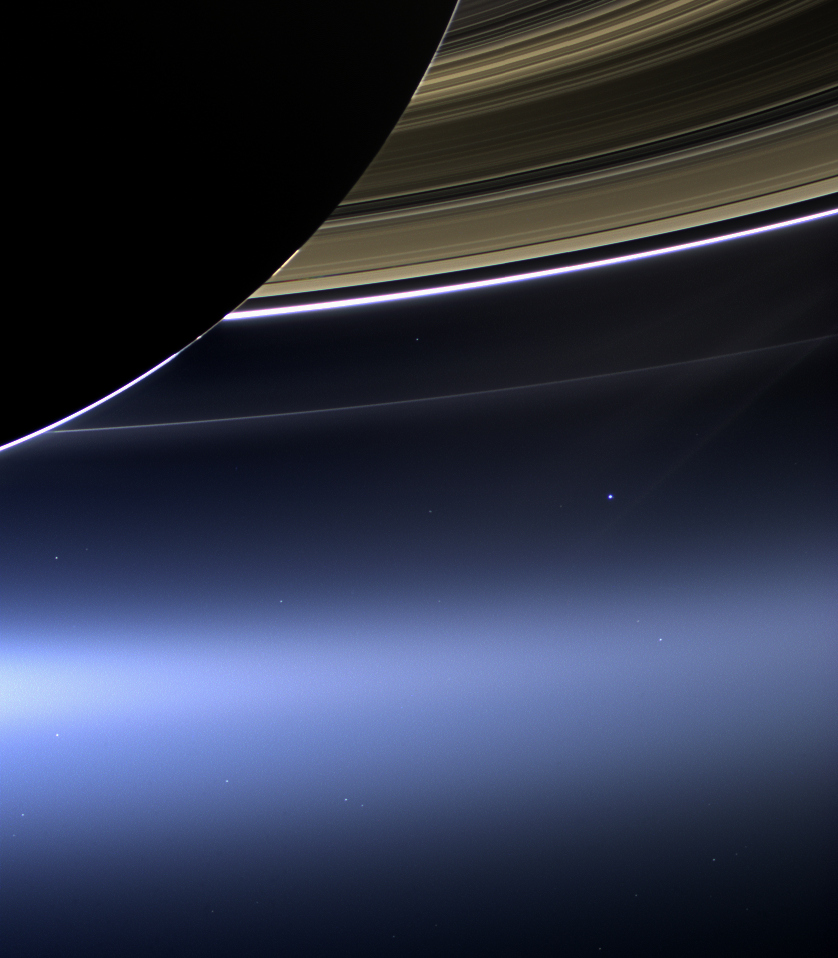
A Terra pode ser vista como um pequeno ponto azul abaixo dos anéis de Saturno na imagem captada pela Cassini em 19 de julho de 2013

Carolyn é criadora do The Day the Earth Smiled (O Dia em que a Terra Sorriu). O dia refere-se a 19 de julho de 2013, quando a sonda Cassini captou uma imagem de Saturno, todo o seu sistema de anéis e a Terra, durante um eclipse do Sol. A ideia era chamar o povo da Terra para refletir sobre o nosso lugar no cosmos, a maravilha da vida no nosso planeta. Quando a imagem foi captada, toda a humanidade foi convidada a olhar para cima e sorrir em comemoração.
Ela também foi a responsável pelo epitáfio e a proposta de homenagear o premiado geólogo planetário, Eugene Shoemaker, enviando suas cinzas a bordo da Lunar Prospector, em 1998.

### Música e dança

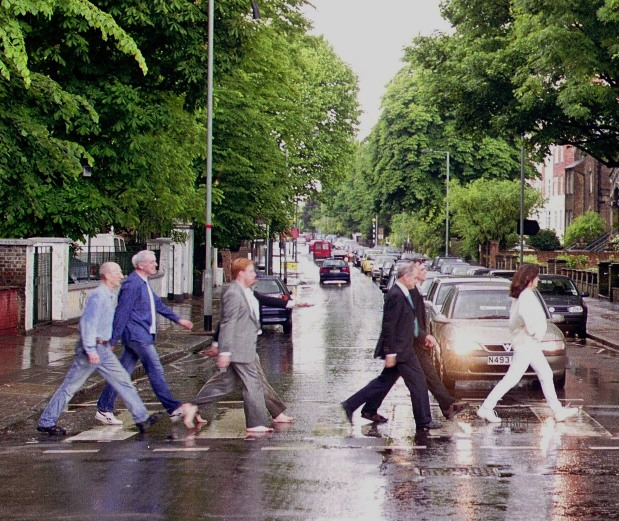
Carolyn, à direita, reencenando a famosa foto dos Beatles na Abbey Road, com os outros membros da equipe da Cassini

Carolyn é fã dos Beatles, e adora colocar referências sobre a banda em suas apresentações e trabalhos. A primeira imagem colorida liberada pela Cassini era de Júpiter, durante sua aproximação no planeta e foi vista pelo público pela primeira vez em 9 de outubro de 2000, aniversário de John Lennon. Em 2006, dirigiu e produziu um curta de 8 minutos sobre as 64 imagens mais impactantes da Cassini, onde usou uma música dos Beatles, em homenagem ao aniversário de 64 anos de Paul McCartney.
Ela também fez também dança, cantou e tocou guitarra numa banda, a Titan Equatorial Band, formada por cientistas e escritores, cujo nome veio de uma das maiores luas de Saturno. Tocou também numa banda com três mulheres e um homem chamada Tucson called the Estrogens. É fã de Michael Jackson. Em agosto de 2010, ela ganhou um concurso de dança, baseado em Michael Jackson, em Boulder, no Colorado.

## Carreira
Carolyn é co-autora de mais de 110 artigos científicos, que tratam desde de espectroscopia de Urano e Netuno, fotometria de anéis planetários, interação entre luas e anéis, simulações de anéis planetários, balanço térmico das calotas polares de Tritão, fluxo de calor no interior de Júpiter e no conjunto de dados dos eventos atmosféricos de Saturno, bem como seus anéis e satélites naturais obtidos pela Cassini. Em 2013, dados da Cassini  confirmaram uma previsão de 1993 feita por Carolyn, junto de Mark Marley, sobre as oscilações acústicas em Saturno, responsáveis pela criação de formas particulares nos anéis de Saturno.
É uma figura pública e divulgadora científica bastante conhecida, tendo palestras populares no TED, bem como palestras, como a de abertura no Pangea Day, em 2008, onde ela discursou para seis cidades ao redor do globo falando sobre o contexto cósmico da existência do ser huamno.  Carolyn ganhou vários prêmios e honrarias por suas contribuições para a ciência. Em 2009, a New Statesman a nomeou uma das 50 pessoas mais importantes da atualidade. In 2010 she was awarded the Carl Sagan Medal, presented by the American Astronomical Society for Excellence in the Communication of Science to the Public. E em 2012, ela foi nomeada pela Time como uma das 25 pessoas mais influentes na ciência espacial.

## Educação
Carolyn se formou em 1970 na Cardinal Spellman High School noBronx. Ganhou o título de bacharelado pela Universidade de Nova York em Stony Brook em 1974. Em 1983, ela recebeu o título de´doutorado pelo Instituto de Tecnologia da Califórnia na divisão de ciências geológicas e planetárias. Seu orientador foi o astrofísico Peter Goldreich e sua tese tratou das descobertas da Voyager sobre os anéis de Saturno.

### Voyager
Em 1983, Carolyn se juntou ao Departamento de Ciências Planetárias, da Universidade do Arizona. No mesmo ano, ela era membro da equipe de imageamento do Programa Voyager. Foi uma participante ativa do programa, liderando as equipes que estudavam os anéis planetários, estando nas equipes que investigaram Urano, em 1986 e Netuno, em 1989.
Foi a primeira pessoa a descrever o comportamento excêntrico dos anéis e de suas manchas descobertas pela Voyager. Elucidou o mecanismo pelo qual os anéis externos de Urano eram conduzidos pelas recém descobertas luas Cordélia e Ofélia. Explicou como os anéis de Netuno estavam sendo alterados por Galateia, também descoberto pela Voyager. É co-autora da ideia de retratar os planetas pela Voyager, participando do planejamento, design e execução das imagens obtidas em 1990, incluindo a famosa foto do "Pálido Ponto Azul", da Terra.
Carolyn trabalhou na Universidade do Arizona de 1983 até 2001, sendo professora titular, dando aula nos cursos de graduação e pós-graduação. Hoje é pesquisadora sênior no Instituto de Ciência Espacial, em Boulder, no Colorado, e professor adjunta da Universidade do Colorado, em Boulder.

### Cassini–Huygens
Em novembro de 1990, Carolyn foi selecionada para ser a líder da equipe de imageamento da missão Cassini–Huygens, uma bem sucedida missão internacional que colocou a sonda na órbita de Saturno e lançou a sonda atmosférica Huygens no maior satélite de Saturno, Titã. Foi diretora do Laboratório de Imagens da Cassini, centro de processamento de dados da missão e onde as imagens são processadas antes de serem liberadas para o público.
Durante a missão, Carolyn descobriu mais setes luas em Saturno:  Palene, Methone, Polideuces, Dafne, Anthe, Aegaeon, e uma pequena lua no anel externo B. Descobriu vários anéis novos, como o anel que coincide com a órbita de Atlas, Jano e Epimeteu e Palene; e um anel difuso entre Atlas e o Anel F; além de anéis dentro das falhas dos anéis de Saturno.
Em 2013, dados da Cassini confirmaram uma previsão de Carolyn e Mark Marley a respeito de oscilações acústicas junto a Saturno, que era responsáveis por criarem feições nos anéis. Essa confirmação, a primeira a demonstrar que anéis planetários podem agir como um sismógrafo ao registrar oscilações de seu planeta, pode fornecer novas evidências da estrutura interna de Saturno. Tais oscilações existem no Sol as well as other stars.
Ela também foi responsável pelo primeiro avistamento de um lago de hidrocarbonetos, bem como uma área de lagos, na região polar sul de Titã, em junho de 2005. Um grupo maior e semelhante foi encontrado na região polar norte, em fevereiro de 2007. A possibilidade de essas feições semelhantes a mares serem preenchidas, completa ou parcialmente, por hidrocarbonetos líquidos foi fortalecida pelos dados enviados pela Cassini.
Seu time foi responsável pelo primeiro avistamento de plumas expelidas por Encélado, a sexta maior lua de Saturno. Foi primeiro sugerido e depois dados mais detalhados foram fornecidos de que esses jatos expelidos teriam vindo de gêiseres ligados a reservatórios próximos à superfície, com água líquida, sob o polo sul de Encélado.

### New Horizons
Carolyn é membro da equipe de imageamento da missão New Horizons, enviada para Plutão e para o Cinturão de Kuiper. A sonda passou por Plutão em julho de 2015, enviando imagens reveladoras sobre o planeta-anão.

### NASA
Carolyn é uma importante e ativa participante de vários comitês do programa espacial e de exploração planetária da NASA, como os Solar System Exploration Subcommittee, Mars Observer Recovery Study Team e o Solar System Road Map Development Team. Na década de 1990, ela atuou como presidente de um pequeno grupo de trabalho consultivo NASA para estudar e desenvolver futuras missões do sistema solar exterior e atuou como vice-presidente de um grupo de coordenação para a primeira Pesquisa Decadal do Sistema Solar, patrocinada pela NASA e pela Academia Nacional de Ciências dos Estados Unidos.

### Figura pública
Carolyn fala frequentemente sobre a missão Cassini e exploração planetária em geral, e já apareceu em conferências de renome, como PopTech de 2005 e TED (2007, 2009). Ela participou e foi palestrante no simpósio Beyond Belief em novembro 2006.
Carolyn falou no TED, em 2007, "A Jornada Human", detalhando as grandes descobertas da missão Cassini: a exploração das luas de Saturno, Titã e Encélado. Em sua introdução, ela explica:
Assim, a jornada de volta para Saturno é parte, e é também uma metáfora para uma viagem humana muito maior.
Ao descrever o ambiente de Titã, com sua atmosfera impregnada de compostos orgânicos, Porco convidou a platéia a imaginar a cena na superfície da Lua:
Pare e pense por um minuto. Tente imaginar como a superfície de Titã pode parecer. É escura: meio-dia em Titã é tão escuro como o crepúsculo da Terra. É fria, é estranha, é enevoada, pode estar chovendo, e você está de pé nas margens do Lago Michigan cheio de solvente de tintas. Essa é a visão que tínhamos da superfície de Titã antes de chegarmos lá com a Cassini. E eu posso dizer que o que encontramos em Titã, embora não seja o mesmo, é tão fascinante para mim e para a equipe como se uma história de Júlio Verne se tornasse realidade.

### TV e Cinema
Carolyn tem sido uma analista regular e consultora em astronomia da CNN, fez muitas aparições de rádio e televisão explicando ciência para o público leigo, incluindo aparições no MacNeil / Lehrer Newshour, no programa da CBS 60 Minutos, no programa de Peter Jennings, The Century e documentários de TV sobre exploração planetária tais como os planetas no Discovery Channel e BBC, um guia do viajante para os planetas no National Geographic Channel, Horizon, na BBC, e um especial Nova Cassini na PBS. Para o especial do canal A & E, em 2003, sobre a missão Voyager intitulado 'Cosmic Journey: The Voyager Interstellar Mission and Message, onde ela apareceu na tela e também serviu como conselheira científica e diretora de animação.
Foi também a conselheira do filme Contact, de 1997, baseado no livro de Carl Sagan. Carolyn foi a inspiração para Jodie Foster no filme.
Também ajudou o filme Star Trek, de 2009. A cena em que a Enterprise sai de dobra na atmosfera de Titã e se eleva das nuvens e da névoa, com os anéis de Saturno de fundo foi sugestão de Carolyn.
Ela foi a apresentadora da série da BBC Stargazing Live, em 4 de janeiro de 2014.

### Entrevistas e artigos
Porco deu inúmeras entrevistas na imprensa sobre assuntos que vão desde a exploração planetária para o conflito entre ciência e religião (por exemplo, Newsweek e do jornal The Humanist).
Ela já apareceu muitas vezes na mídia impressa, como o Boston Globe (Outubro de 1989), o The New York Times (agosto de 1999, setembro de 2009), [49] o Tucson Citizen (2001), Newsday (Junho de 2004), para a Sociedade Astronômica do Canadá (2006), na Astronomy Now (2006), Discover Magazine (2007), e também on-line no CNN.com (2005) e Edge. Org.
Além da Cassini, ela é uma grande defensora do uso de materiais radioativos na missão. Grande apoiadora do plano de mandar uma espaçonave tripulada para Marte. she highlighted the benefits of a deep-space-capable heavy launch vehicle for the robotic exploration of the solar system.

### Outros
Em 1994, Carolyn Porco foi membro do comitê, presidiado por Carl Sagan, chamado Comitê de Comunicação Pública, da NASA e em 1999 revisou a biografia de Carl Sagan para a o The Guardian.
Seus artigos foram publicados no The Sunday Times, Astronomy, the Arizona Daily Star, Sky & Telescope, American Scientist, e naScientific American. É a figura pública do programa de imageamento da Cassini, criadora e editora do site onde as imagens da missão da Cassini são postadas. Ela escreve na página "Diário da Capitã", se dirigindo para o público leigo.
É também a CEO da Diamond Sky Productions, uma pequena empresa devotada à ciência, assim como o uso artístico de imagens planetárias e na computação gráfica para apresentar a ciência ao público.

## Prêmios
Em 1999, Carolyn foi selecionada pelo The Sunday Times como uma das 18 cientistas mais importantes do século XXI. and by Industry Week as one of 50 Stars to Watch. Em 2008, foi escolhida pela revista Wired como uma das 15 pessoas mais influentes que deveriam aconselhar o presidente.
Sua contribuição com a ciência e com a exploração do sistema solar foi reconhecida com a nomeação do asteroide 7231 Porco.
Em outubro de 2010, Carolyn recebeu a Medalha Carl Sagan, por excelência em comunicação de ciências para o público.
Em maio de 2009, recebeu um doutorado honorário em ciência da Universidade de Nova York, em Stony Brook, onde foi aluna. E em 2011 ganhou um prêmio da Caltech.
Em 2012, Carolyn foi eleita uma das 25 pessoas mais influentes na ciência espacial pela revista Time.